# Pizol
Le Pizol est une montagne des Alpes glaronaises située au Nord-Est de la Suisse, surplombant la ville de Vilters-Wangs dans le canton de Saint-Gall. Avec une altitude de 2 843 mètres, il est le plus haut sommet du chaînon séparant les vallées Weisstannental (en) et Taminatal (de), ainsi que la plus haute montagne entièrement incluse dans le canton.

## Géographie
Cinq lacs se trouvent sur le versant septentrional : 
- le Wangsersee au Pizolhütte ;
- le Wildsee ;
- le Schottensee ;
- le Schwarzsee (en) (2 368 m) ;
- le Baschalvasee (2 174 m).

Un petit glacier de cirque, le Pizolgletscher, se trouve à 2 600 mètres au nord de la montagne. Depuis 2006, le glacier a perdu 80 à 90 % de son volume ; il n'en subsiste en 2019 que 26 000 m2.